# 結城さくな
結城 さくな（ゆうき さくな）は、日本の個人バーチャルYouTuber。

## 概要
誕生日は12月2日。身長148センチ。キャラクター設定では「ゲームと歌が大好きな女の子」「一流の猫メイドになるために奮闘中」とされている。
キャラクターデザインはがおう、Live2Dモデル制作はrariemonnが担当している。ファンの名称は「さくなだふぁみりあ」。
好きなものは「アニメと漫画」「ゲーム全般」「歌を歌うこと」「食べること」であり、特に「アニメと漫画」の中ではソードアート・オンラインが好きで、自身の名前も同作のヒロインの結城明日奈に由来している。また、食べ物の中では卵、カニ、ちくわが好きだという。
苦手なものに「ホラーゲームなど怖いもの」「野菜や草」「対人コミュニケーション」「運動」「日差しとか日光とか人混み」「長時間家に帰れないこと」を挙げている。
事務所などに所属しない個人バーチャルYouTuberでありながら、デビュー前日の2024年10月26日の時点でチャンネル登録者数33.8万人を記録するなど注目を集めていた。
2024年10月27日に行われたデビュー配信ではピーク同時接続者数38.3万人を記録し、バーチャルYouTuberのデビュー配信として過去最高の数字を記録した。また、このピーク同時接続者数はバーチャルYouTuberの配信としても湊あくあの卒業配信の74.9万人、桐生ココの卒業配信の49.1万人に次ぐ歴代3位の記録だった。
2024年12月26日、登録者数が100万人を突破。10月27日に配信デビューしてから2ヶ月（60日）での達成となった。
2025年1月2日、文化放送にて初の冠ラジオ番組「結城さくなにツインテールが似合うまで！」の放送がスタート。
2025年1月15日より、アニメ「ギルドの受付嬢ですが、残業は嫌なのでボスをソロ討伐しようと思います」とのコラボレーションがスタート。描き下ろしコラボレーションイラストが公開されたほか、スペシャルCMに出演している。
2025年7月2月、自身の担当イラストレーターのがおうによる未成年との不適切な行為が確認されたとして、同氏によるイラストの使用を控えると発表。配信で使用される自身のモデルについては、新たなイラストレーターの起用など協議を進めているとのこと。

## 来歴

### 2024年
- 10月25日 - ティザーPVが公開[12]。
- 10月27日 - デビュー配信を実施[13]。ピーク同時接続者数はバーチャルYouTuberの全配信中歴代3位、デビュー配信としては歴代1位の38.3万人を記録した[6]。
- 11月7日 - YouTubeメンバーシップを開設[14]。
- 11月19日 - 公式サイトを開設[15]。
- 12月2日 - 誕生日記念グッズを期間限定で発売開始[16]。
- 12月11日 - YouTube国内登録者増加クリエイターに8位でランクイン[17]。
- 12月21日 - 新ビジュアルを公開[18]。
- 12月26日 - 登録者数100万人を突破[7]。

### 2025年
- 1月2日 - 文化放送にて初の冠ラジオ番組「結城さくなにツインテールが似合うまで！」の放送がスタート[8]。
- 1月15日 - アニメ「ギルドの受付嬢ですが、残業は嫌なのでボスをソロ討伐しようと思います」とのコラボレーションイラストが公開[19]。

## 出演

### ラジオ
- 結城さくなにツインテールが似合うまで！（文化放送、2025年1月2日 - ）[8]

### ウェブCM
- アニメ「ギルドの受付嬢ですが、残業は嫌なのでボスをソロ討伐しようと思います」スペシャルCM #06（YouTube、2025年2月15日 - ）[9]